# Monilesaurus
Monilesaurus – rodzaj jaszczurek z podrodziny Draconinae w obrębie rodziny agamowatych (Agamidae).

## Zasięg występowania
Rodzaj obejmuje gatunki występujące endemicznie w Indiach.

## Systematyka

### Monilesaurus
Monilesaurus: łac. monile, monilis „naszyjnik”; gr. σαυρος sauros „jaszczurka”.

### Podział systematyczny
Taksony ellioti i rouxii wyodrębnione z rodzaju Calotes. Do rodzaju należą następujące gatunki:
- Monilesaurus acanthocephalus Pal, Vijayakumar, Shanker, Jayarajan & Deepak, 2018
- Monilesaurus ellioti (Günther, 1864)
- Monilesaurus montanus Pal, Vijayakumar, Shanker, Jayarajan & Deepak, 2018
- Monilesaurus rouxii (Duméril & Bibron, 1837)